# Alibertia pedicellata
Alibertia pedicellata är en måreväxtart som beskrevs av Herbert Fuller Wernham. Alibertia pedicellata ingår i släktet Alibertia och familjen måreväxter. Inga underarter finns listade i Catalogue of Life.